# ОШ „Миле Дубљевић” Лајковац
ОШ „Миле Дубљевић” у Лајковцу је образовна установа која је настала, 1936. године, спајањем женске стручне школе, основане 1932. године и трећег и четвртог одељења Народне основне школе, основане 1935. године.
Данас школа, поред матичне школе у Лајковцу, има и десет издвојених одељења. У послератном периоду школа носи име Милорада Мила Дубљевића, предратног учитеља и члана КПЈ, резервног официра војске Краљевине Југославије, борца и командира чете у Тамнавском батаљону, Ваљевског НОП одреда.

## Историјат школства
Први подаци о писмености и школству на простору општине Лајковац односе се на манастир Боговађу. Давне 1567. године помињу се преписивачи књига у манастиру. Касније више пута у 17. веку, а поготово у 18. веку помиње се школа за свештенике у оквиру манастира Боговађа. За време Карловачког сабора 1726. године појавиле су се прве световне школе у Србији, међу њима се помиње и школа у Боговађи.
Варошица Лајковац дуго није имала школу, него су ђаци похађали наставу у Јабучју, а после Првог светског рата у селу Лајковцу. После Другог светског рата школа у Лајковцу школске 1946/47. године прераста у прогимназију и прелази на седмогодишње школовање, да би коначно постала осморазредна школске 1952/53. године.